# Graciela M. Calabrese
Graciela M. Calabrese (1972) es una botánica, brióloga, taxónoma, e investigadora argentina.
Es profesora en el departamento de Botánica, de la Universidad Nacional de Río Negro, Sede Andina, San Carlos de Bariloche, Argentina.

## Obra
- adriana r. Rovere, graciela m. Calabrese. 2011. Diversidad de musgos en ambientes degradados sujetos a restauración en el Parque Nacional Lago Puelo (Chubut, Argentina). Revista chilena de historia natural 84 (4)

- graciela m. Calabrese, m. Velayos. 2009. Type specimens in the Vidal Herbarium at the Real Jardín Botánico, Madrid. Botanical Journal of the Linnean Society 159: 292–299. doi: 10.1111/j.1095-8339.2008.00829.x

- -----------------------------. 2008. Revisión del género Zygodon Hook. & Taylor (Orthotrichaceae) en el extremo sur de Sudamérica. Tesis doctoral. Facultad de Biología, Universidad de Salamanca, Salamanca.

- m. de la Estrella, g.m. Calabrese, b. Cámara, m. Velayos. 2007. Leguminosae of Philippines in the Vidal herbarium at Real Jardín Botánico, Madrid. Nordic Journal of Botany 25: 41–52. doi: 10.1111/j.0107-055X.2007.00102_10.x

### En Congresos
- i. Garibotti, g.m. Calabrese. 2008. Comunidades vegetales en superficies recientemente expuestas por el retroceso de glaciares en los Andes patagónicos: Estudios de sucesión primaria y liquenometría. Resúmenes IV Congreso Latinoamericano de Micología (CLAM) 59, Mar del Plata, Argentina

- La abreviatura «Calabrese» se emplea para indicar a Graciela M. Calabrese como autoridad en la descripción y clasificación científica de los vegetales.[3]